# Aedes abserratus
Aedes abserratus é um espécie de mosquito do género Aedes, pertencente à família Culicidae.